# طوني فيرير
طوني فيرير هو لاعب كاراتيه وفنان قتالي ومخرج وممثل فلبيني، ولد في 12 يونيو 1934 في الفلبين.

## وصلات خارجية
- طوني فيرير على موقع IMDb (الإنجليزية)
- طوني فيرير على موقع أول موفي (الإنجليزية)
- طوني فيرير على موقع قاعدة بيانات الأفلام السويدية (السويدية)
- طوني فيرير على موقع قاعدة بيانات الفيلم (الإنجليزية)
- طوني فيرير على موقع كينوبويسك (الروسية)